# Ferdinand Bac
Pour les articles homonymes, voir Bac.
Ferdinand-Sigismond Bach dit Ferdinand Bac ou Bac, né le 15 août 1859 à Stuttgart et mort le 18 novembre 1952  à Compiègne, est un écrivain, dessinateur, caricaturiste, décorateur, peintre, ferronnier, paysagiste et lithographe français.

## Biographie

### Famille
Son père, Karl Philipp Heinrich Bach, géologue, ingénieur-cartographe et paysagiste, né en décembre 1811 et décédé le 15 décembre 1870, serait le fils naturel de Jérôme Bonaparte, roi de Westphalie et, selon certains sources, d’Ernestine de Puckler-Limbourg, comtesse de Loewenstein.
Ferdinand naît en 1859 du second mariage de son père avec Sabina Ludovica de Stetten, fille du baron Sigismond-Ferdinand de Stetten ; ce dernier, né en 1772, en Bohême, assista au congrès de Vienne et raconta ses souvenirs à son petit-fils.
Ferdinand Bac, de ce fait petit-cousin germain de Napoléon III, est élevé en marge de la cour du Second Empire.

### A Paris
Quelques années après l’effondrement du régime, il choisit de quitter l’Allemagne et sa mère pour vivre à Paris une existence studieuse et néanmoins bohème. Introduit dans le monde par Arsène Houssaye et le prince Napoléon, il devient un artiste à la mode. Albert Robida l’engage à La Caricature. Il devient "le dessinateur attitré des « petites femmes » du monde de la galanterie, notamment à La Vie parisienne". Auteur de nombreux ouvrages littéraires et artistiques qu’il illustre brillamment de sa main, il s'impose alors comme l'un des premiers dessinateurs et caricaturistes de son temps, aussi célèbre qu'Albert Robida, Job, Sem, Jean-Louis Forain ou Caran d'Ache.
Il fréquente Adolphe Thiers, Gambetta, Richard Wagner, Victor Hugo, Taine, Villiers de L'Isle-Adam, Paul Verlaine, Maurice Barrès, Barbey d'Aurevilly, Alphonse Daudet, Guy de Maupassant, Verdi, Gounod, Pierre de Nolhac, etc.
Il vit au cœur de l'Europe troublée de la fin du XIXe et du début XXe siècle et occupe une position de passeur entre les traditions allemande et française. Témoin de la bataille de Sadowa en 1866, à la formation de l'Allemagne en 1871 à Versailles, fuyant les armées allemandes en 1914.

### Création de jardins
Installé l'hiver dans le Midi pour raison de santé, il procède en 1912 à l'aménagement à Grasse des jardins ainsi qu'à la rénovation de la villa Croisset de Marie-Thérèse de Croisset (de la destruction en 1976 de la villa Croisset, il ne reste plus aujourd'hui que la chapelle Saint-François).
Proche de Martine de Béhague, Bac assiste à la remise en état du parc du château de Fleury, restauré par la comtesse en 1913. Il y séjourne pendant la guerre en 1915 (période durant laquelle il réalise plusieurs albums de caricatures) et participe peut-être à l'élaboration du jardin persan conçu par Martine de Béhague après le conflit.
Puis, en 1920, ses amis Émile et Caroline Ladan-Bockairy, qui ont acheté en 1918 le Domaine des Colombières sur les hauteurs de Menton-Garavan pour en faire leur résidence d’hiver, lui donnent carte blanche pour aménager la villa et les jardins. Jusqu'en 1927 il transforme cette ancienne bâtisse en résidence méditerranéenne et crée sur 7 hectares un jardin où chaque parterre est inspiré d'un pays de la Méditerranée.
Il consigne ses réflexions dans plusieurs ouvrages relatant ses travaux, ses envies et ses projets, et, à 60 ans, s'installe dans cette propriété où il croise Marcel Proust, Jean Cocteau, Gabriele D'Annunzio et Anna de Noailles.
Dans la propriété de ses amis Émile et Caroline Ladan-Bockairy, à Compiègne, contiguë au vieux rempart de la ville, Bac dessine des jardins, dont un « cloître de charmilles encadrant un vaste tapis de buis » ; la grande maison du XVIIIe siècle du 9, rue des Domeliers avait abrité avant lui Talleyrand - voir supra - et les architectes Jacques-Ange Gabriel et Louis Le Dreux de La Châtre, « qui, en 40 ans, réalisa le grand dessein de Gabriel à Compiègne ».
Il a aussi conçu les jardins de la villa Cyrnos pour l'ex-impératrice Eugénie au Cap Martin (Alpes-Maritimes) avec Ludovic Winter.
Il crée sur la Côte d'Azur, pour une certaine dame de Beauchamps, une villa dite néo-palladienne, dont l'intérieur fut ensuite très modifié; : il compose l'orangerie, les arcades de cyprès taillés, trois jardin cloîtrés, les grands palettis qui descendent vers la mer ce qui évoque la propriété des Colombières à Menton.
Plusieurs photos du jardin des Colombières et trois aquarelles signées de Bac datées de 1931 ont été reproduites dans le numéro spécial sur les jardins de L'Illustration .

### Après la guerre
Contraint à l'exil en 1940, il vit une partie de son travail partir en fumée en 1944 à Rimont. Il redevient un homme public courtisé à la Libération.
Jusqu’à la fin de sa vie, Bac continue de voyager, d’écrire, de dessiner, réfléchissant sur le devenir politique et historique du monde ; à près de 80 ans, il effectue encore trois heures de correspondance par jour, ses connaissances et ses amis attendant ses conseils, parmi lesquels le baron Coudein, proche du baron Napoléon Gourgaud, à qui Bac offrit une de ses caricatures mettant en scène un « incroyable » et une « merveilleuse ».
Son esprit toujours vif lui permet de dessiner et de commenter les livres qu’on lui envoie. De nature pourtant inquiète, il s’était appliqué très jeune à léguer une partie de son travail à de nombreux musées et bibliothèques (bibliothèque de l'Arsenal à Paris, bibliothèque municipale à Menton, bibliothèque Cessole à Nice) ; chaque document est annoté de sa main et parfaitement archivé.
Il meurt à 93 ans le 18 novembre 1952 à Compiègne, quatre jours après le décès de son ami Émile Ladan-Bockairy. Il est inhumé aux Colombières dans un mausolée aux côtés du couple Ladan-Bockairy.

### Vie privée
Bac fut lié à Madeleine Jacquemaire (puis Jung), fille de Georges Clemenceau, qu'il voyait quotidiennement et à qui néanmoins  il faisait porter une lettre chaque matin. Cette correspondance amoureuse, découverte dans une armoire à la mort de cette femme à 78 ans en 1949, fut alors détruite par ses héritiers.

## Postérité
Le fonds d'atelier de Bac est vendu à Paris le 30 mars 2018.
Un collège de Compiègne porte son nom.
Il a été nommé chevalier de la Légion d'honneur en 1913 (remise d'insigne par Paul Hervieu le 30  septembre 1913), et reconnu par l'Académie française (prix Montyon 1909 et prix Calmann-Lévy 1925).

## Œuvre
- L'Art empêchant la mode de suivre la folie, composition de page de titre pour la revue L'Art et la mode [1883][15] ;
- Les Maîtresses, comprenant 100 dessins en couleurs (1897) ;
- La Comédie féminine, contenant 100 dessins inédits, Paris, H. Simonis Empis, 1899 (lire en ligne).
- Les Amants, contenant 100 dessins en couleurs (1900) ;
- Yvette Guilbert à la Scala, publiée dans Les Maîtres de l'affiche (1895-1900) ;
- Des Images, contenant 100 dessins (1901) ;
- Petites Folies, contenant 100 dessins (1903) ;
- Vieille Allemagne. Nuremberg, le Château de Louisbourg (1906) ;
- Vieille Allemagne. Les Paysages de Goethe : Frankfort, Wetzlar, Weimar, Jéna (1907), prix Montyon de l'Académie française en 1909 ;
- " Les Maîtres Humoristes " Fernand Bac, Société d'Édition et de Publications Librairie Félix Juven, Paris, 1907
- Le Fantôme de Paris (1908) ;
- Le Mystère vénitien : Vérone, Padoue, Venise (1909) ;
- Le Voyage romantique (2 volumes, 1910-1912) ;
- L'Aventure italienne (1912) ;
- Vieille France (1913) ;
- Souvenirs d'exil, la fin de la vieille Allemagne, 1812-1871 (1919) ;
- La Volupté romaine, orné de 100 illustrations en couleurs par l'auteur (1922) ;
- L'Aventure singulière d'Odysseus en quarante et une fresques (1923) ;
- Odysseus. Une aventure singulière. Avec 65 illustrations et hors-texte en couleurs (1923) ;
- Les Colombières. Ses jardins et ses décors commentés par leur auteur avec 60 planches en couleurs (1925) ;
- Jardins enchantés. Un Romancero : Avec 36 jardins en couleurs de l'auteur, Paris, Louis Conard, 1925, 70 p. (lire en ligne)prix Calmann-Lévy de l'Académie française
- Le Pèlerin amoureux. Confessions d'un libertin (1926) ;
- L'Extra-planétaire. Impressions sur les Terrestres (1926) ;
- Jean Paul ou l'Amour universel. L'Allemagne romantique. 1763-1825 (1927) ;
- Schubert ou la harpe éolienne, 1797-1828 (1928) ;
- Le Mariage de l'impératrice Eugénie (1928) ;
- Louis Ier de Bavière et Lola Montès (1928) ;
- L'Eloge de la Folie. 10 lithographies originales (1929) ;
- Le Voyage à Berlin. La Fin de l'Allemagne romantique (1929) ;
- Le Favori du cardinal Albani (Jean-Joachim Winckelmann), le père de l'archéologie, 1717-1768 (1929) ;
- La Princesse Mathilde. Sa vie et ses amis (1929) ;
- L'Ancienne France. La Cour des Tuileries sous le Second Empire (1930) ;
- Ferdinand Bac. L'Anti-Latin. L'Allemagne de la Réforme. 1517-1546 (1930) ;
- Intimités du second Empire. La Cour et la Ville, d'après des documents contemporains (1931) ;
- Intimités du second Empire. Les Femmes et la Comédie. D'après des documents contemporains (1931) ;
- Intimités du second Empire. Poètes et artistes, d'après des documents contemporains (1932) ;
- Le Prince Napoléon (1932) ;
- Napoléon III inconnu (1933) ;
- Vienne au temps de Napoléon, d'après des témoignages contemporains (1933) ;
- Le Secret de Talleyrand : d'après des témoignages contemporains (1933) ;
- Promenades dans l'Italie nouvelle (3 volumes, 1933-1935) ;
- Promenades dans la vieille Europe. La Ville de porcelaine. Dresde au temps des rois de Pologne et de Napoléon (1934) ;
- Promenades dans la vieille Europe. Munich. Choses vues de Louis II à Hitler (1934) ;
- Intimités de la IIIe République. De Monsieur Thiers au président Carnot. Souvenirs de jeunesse '1935) ;
- Intimités de la IIIe République. La Fin des temps délicieux. Souvenirs parisiens (1935) ;
- Intimités de la IIIe République. Des Ballets russes à la paix de Versailles. Souvenirs d'un témoin (1936) ;
- La Flûte et le tambour. Pensées d'un témoin du siècle (1937) ;
- Le Retour de la Grande Armée : Récits des survivants avec 90 planches hors-texte en sépia et une gravure en couleurs, Paris, Hachette, 1939, 366 p. (lire en ligne) ;
- Mérimée inconnu (1939) ;
- Citations de Montesquieu, 4 dessins en couleurs (1943) ;
- Souvenirs de Compiègne, Second Empire (1946) ;
- Livre-Journal 1919. Texte établi, annoté et introduit par Lawrence Joseph, collection "Pour Mémoire" (Éditions Claire Paulhan, 2000[16]) ;
- Livre-Journal 1920. Texte établi, annoté et introduit par Lawrence Joseph, collection "Pour Mémoire" (Éditions Claire Paulhan, 2013[17]) ;
- Albert Laprade, La maison de la rue des Domeliers à Compiègne ("Plaisir de France", mars 1948, pp.20 à 25, ill. de photographies par René Jacques de plusieurs pièces meublées - arch. pers.).

## Galerie

Œuvres de Ferdinand Bac
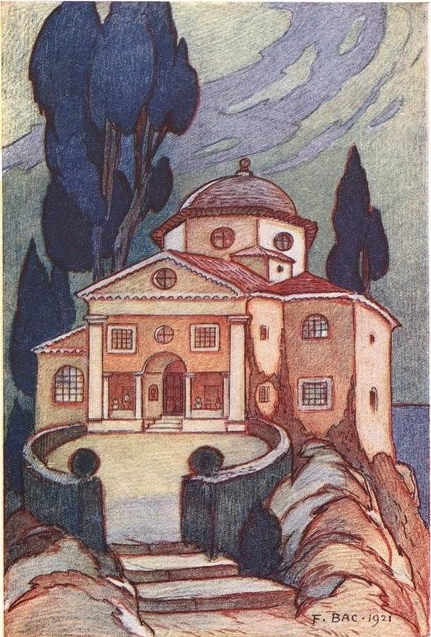
Les jardins enchantées, La chapelle.
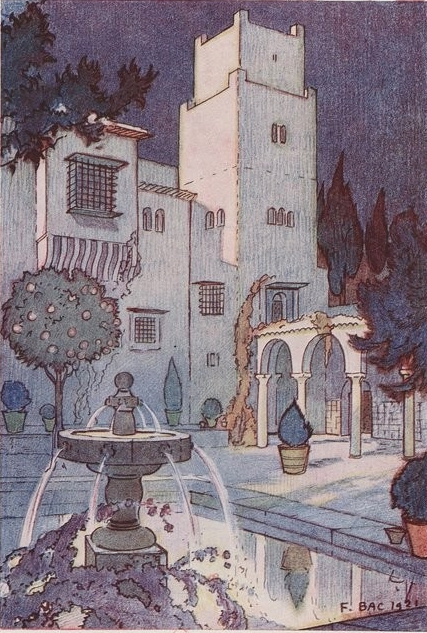
Les jardins enchantées, La tour du calife.
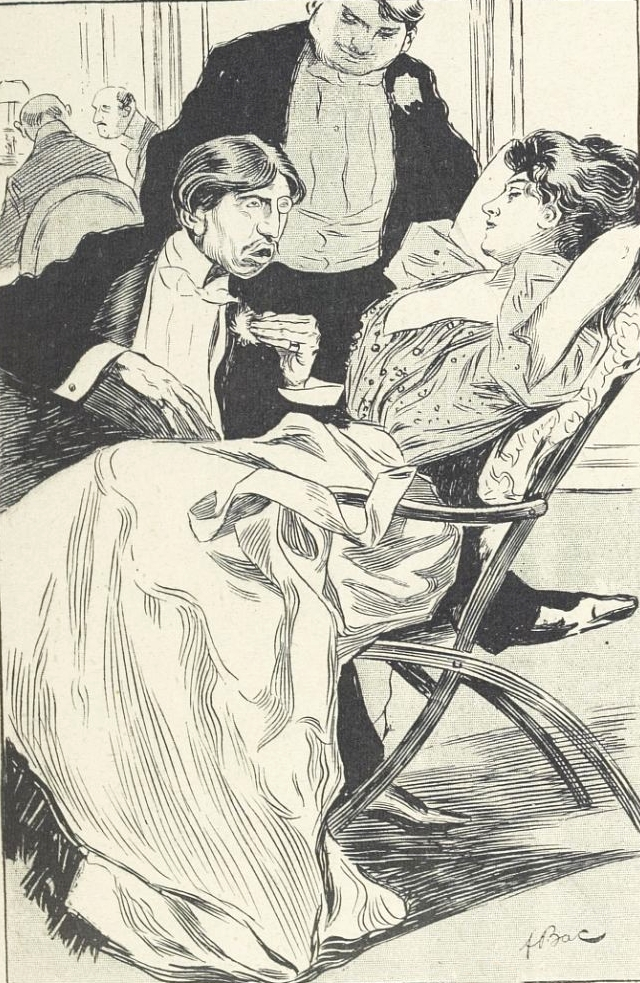
La comédie féminine, Les mécontents.
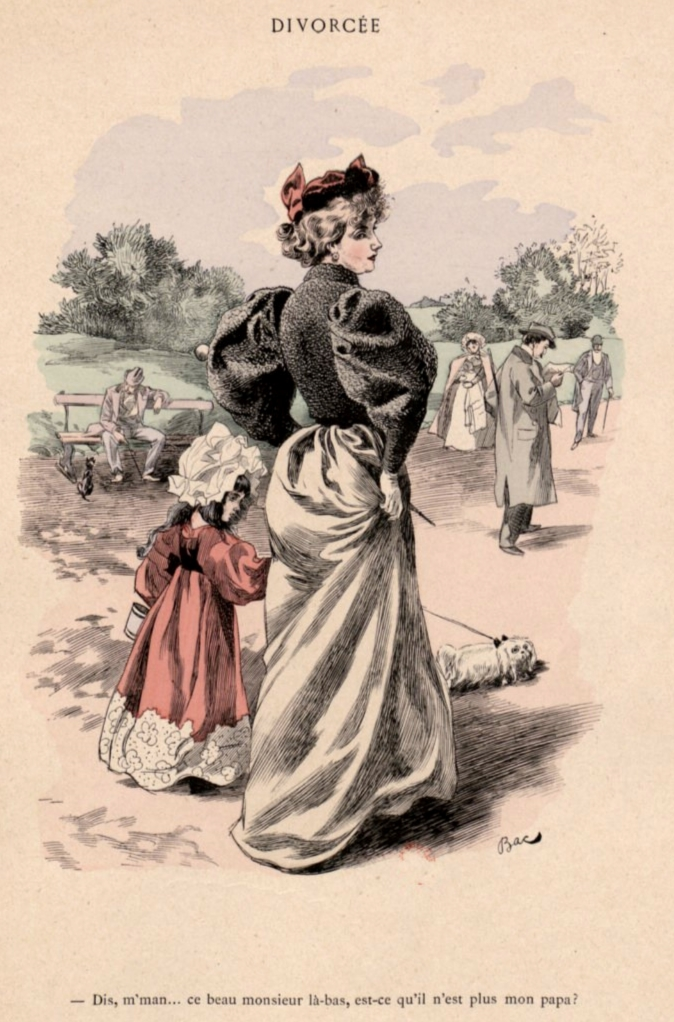
Nos femmes, Divorcée.
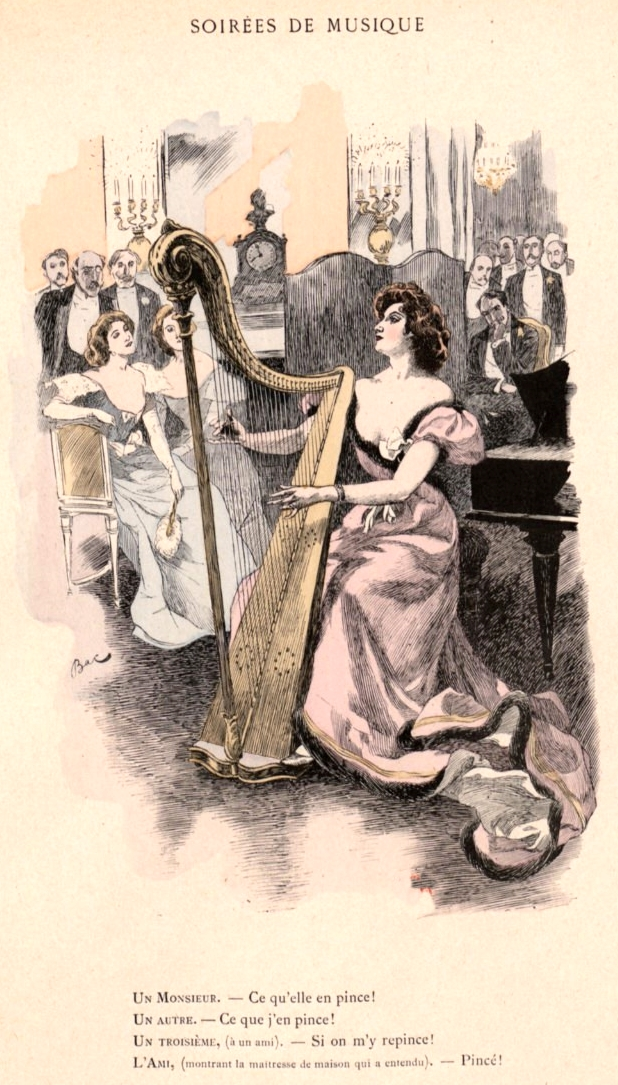
Nos femmes, Soirée de musique.